# Massacre de Gwangju
O massacre de Gwangju, também conhecido como Movimento Democrático de Gwangju (Hangul: 광주 민주화 운동; Hanja: 光州民主化運動; RR: Gwangju Minjuhwa Undong) ou Revolta de Gwangju foi uma insurreição popular ocorrida na cidade de Gwangju, Coreia do Sul, de 18 a 27 de maio de 1980. As estimativas sugerem que poderão ter morrido até 600 pessoas. Durante este período, os cidadãos revoltaram-se contra a ditadura de Chun Doo-hwan e tomaram o controle da cidade. Durante o discurso da revolta, tomaram armas (roubadas de esquadras de polícia e depósitos militares) para se oporem ao governo, mas foram contidos pelo exército sul-coreano. O acontecimento é por vezes chamado 5·18 (18 de maio), em referência ao dia em que começou a revolta.
Durante o mandato de Chun Doo-hwan, o incidente foi retratado pelos meios de comunicação como se fosse uma revolta inspirada por simpatizantes comunistas. Em 2002, foi estabelecido um cemitério nacional e um dia de comemoração (18 de maio), bem como diversos atos para "compensar e restaurar a honra" das vítimas.
O massacre de Gwangju é visto na Coreia do Sul tanto como um movimento de democratização ou uma revolta.

## Antecedentes
O ditador Park Chung-hee, após 18 anos de mandato, foi assassinado em 26 de outubro de 1979. Este abrupto final de um regime autoritário deixou política coreana em estado de instabilidade. O novo presidente Choi Kyu-hah e seus ministros tinham pouco controlo sobre o crescente poder do General do Exército da República da Coreia Chun Doo-hwan, que tomou o controlo do governo através do Golpe de Estado de 12 de Dezembro.
Os movimentos de democratização, reprimidos durante o mandato de Park, despertaram de novo. Com o início de um novo semestre em março de 1980, professores e estudantes que tinham sido expulsos por atividades a favor da democracia voltaram às universidades e formaram sindicatos de estudantes. Estes sindicatos fizeram manifestações em todo o país para conseguir uma série de reformas, incluindo o fim da lei marcial (declarada depois do assassinato de Park), a democratização, a criação de um salário mínimo e a liberdade de imprensa. Estas atividades culminaram numa manifestação contra a lei marcial em 15 de maio  na Estação de Seul, na qual participaram 100 000 pessoas, sobretudo estudantes.
Em resposta, Chun Doo-hwan tomou várias medidas repressivas. Em 17 de maio, Chun Doo-hwan forçou os ministros a alargar a lei marcial, que previamente não se tinha aplicado a Jeju-do, a todo o país. O alargamento da lei marcial fechou universidades, proibiu as atividades políticas e restringiu ainda mais a imprensa. Para fazer cumprir a lei marcial, as tropas foram enviadas para diversas partes do país. No mesmo dia, o Comando de Segurança da Defesa arrasou uma conferência nacional de dirigentes estudantis de 55 universidades, que se tinham reunido para falar das suas próximas movimentações na manifestação de 15 de maio. 26 políticos, incluindo Kim Dae-jung de Jeolla do Sul, foram presos acusados de instigar as manifestações.
As subsequentes lutas centraram-se na zona de Jeolla do Sul, especialmente na então capital provincial Gwangju, por uma série de razões políticas e geográficas complexas. Estes fatores foram profundos e contemporâneos:
a região de Jeolla, ou Honam, é o celeiro da Coreia. No entanto, devido aos abundantes recursos naturais, a área de Jeolla tem sido historicamente objetivo de exploração por parte de poderes nacionais e estrangeiros.
Tem alimentou uma cultura de oposição como se constata, por exemplo, na Revolução Camponesa de Donghak, no Movimento Estudantil de Gwangju, na Revolta Yeosu-Suncheon ou na resistência da região à invasão japonesa da Coreia (1592-1598). Mais recentemente, sob a Terceira República da Coreia do Sul e a Quarta República da Coreia do Sul,
a ditadura de Park Chung Hee favoreceu política e economicamente a região de Gyeongsang no sudeste, em relação à região de Jeolla no sudoeste. Esta última seria o foco real da oposição política à ditadura, que por sua vez deu lugar a uma maior discriminação por parte do centro. Finalmente, em maio de 1980, a cidade de Gwangju na província de Jeolla do Sul degenerou em revolta popular contra o novo homem forte do exército, o general Chun Doo Hwan, que respondeu com um banho de sangue que matou centenas de cidadãos de Gwangju.

### 18-21 de maio

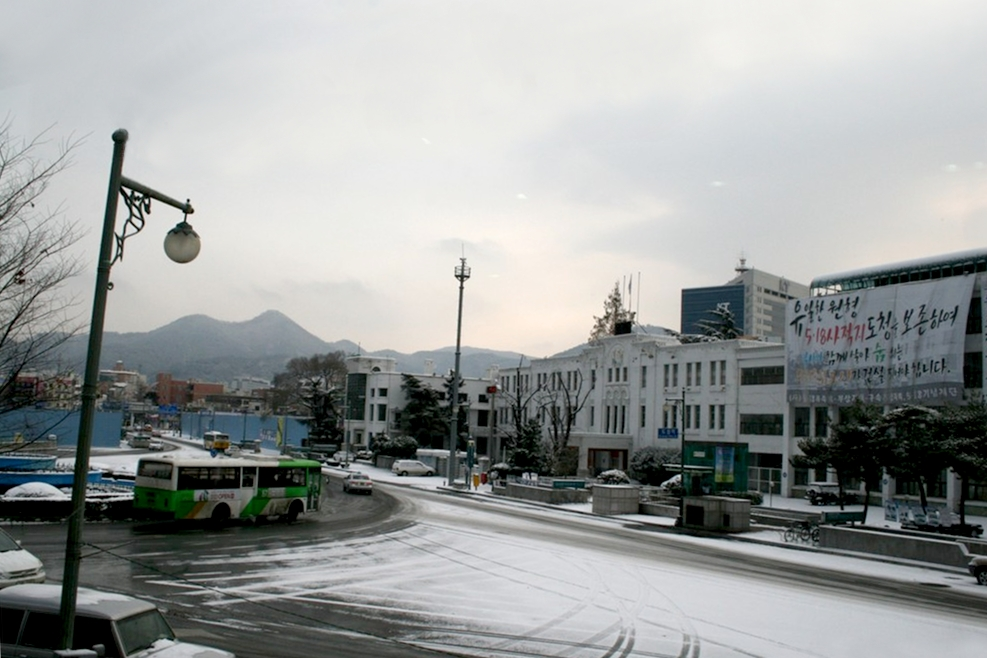
O antigo edifício provincial de Jeolla do Sul

## Baixas

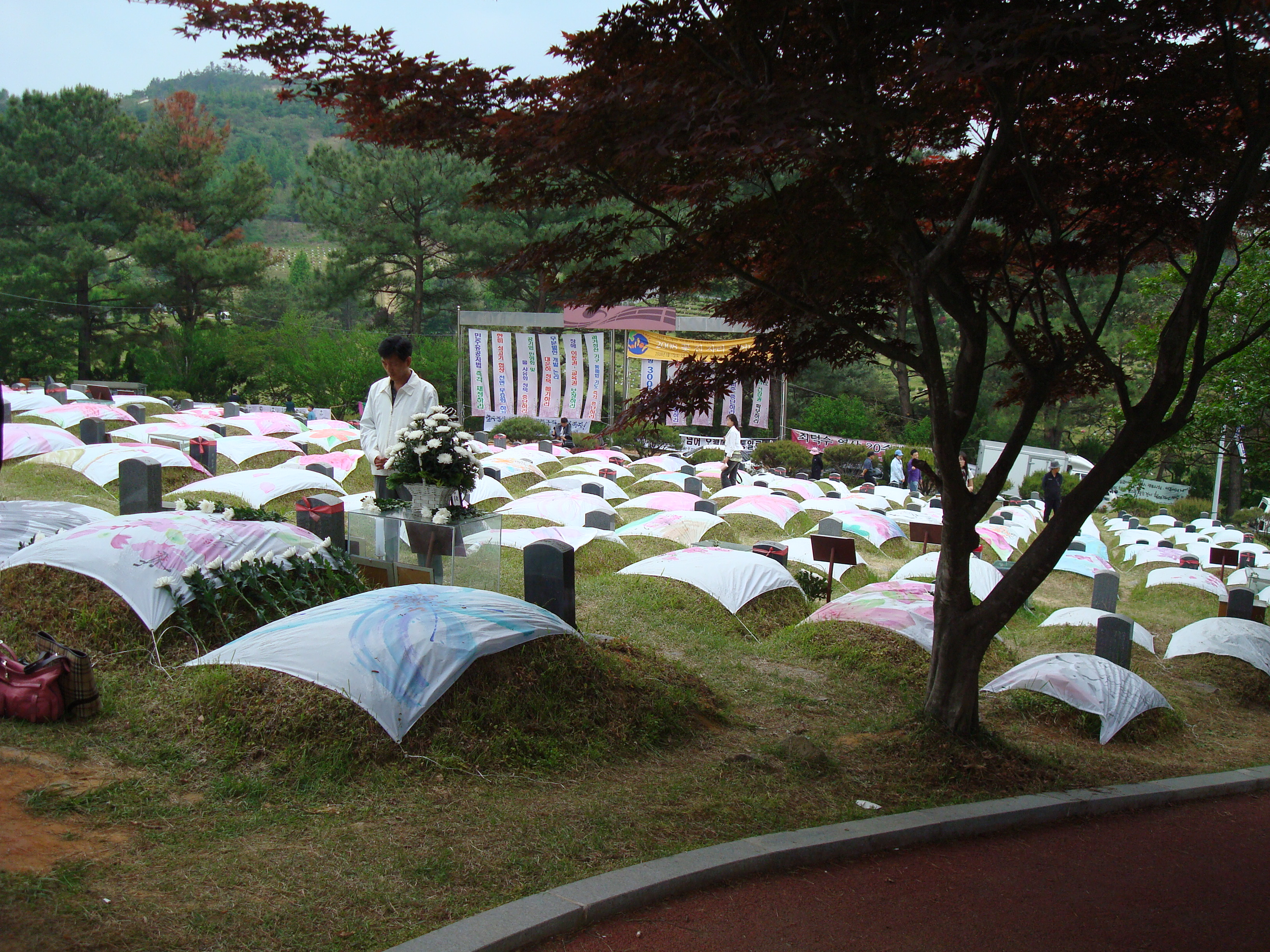
Cemitério Mangwol-dong em Gwangju, onde os corpos das vítimas foram enterrados

Não existe um número de mortos universalmente aceite para o Revolta de Gwangju de 1980. Os números oficiais dados a conhecer pelo Comando da Lei Marcial indicou 144 civis, 22 soldados e 4 polícias mortos, e 127 civis, 109 soldados e 144 polícias feridos. As pessoas que tentavam questionar estes números podiam ser detidas e acusadas de "difundir rumores falsos".
Segundo a Associação de Familiares Atingidos pelo 18 de maio, pelo menos 165 pessoas morreram entre 18 e 27 de maio. Outras 65 estão ainda desaparecidas, supostamente mortas. Houve oficialmente 23 soldados e 4 polícias assassinados durante a revolta, incluindo 13 soldados assassinados no incidente de fogo amigo entre tropas ocorrido em Songam-dong. Os números de vítimas policiais tendem a ser mais altos, devido a relatos de vários polícias que foram eles mesmos depois assassinados pelos soldados por terem libertado manifestantes capturados.
Os números oficiais têm sido criticados por serem demasiado baixos. Segundo dados da imprensa estrangeira e críticos da administração de Chun Doo-hwan, o número real de mortes está no intervalo de 1000 a 2000.

## Consequências
O governo denunciou a revolta como uma rebelião instigada por Kim Dae-jung e seus seguidores. Em juízos posteriores, Kim foi condenando e sentenciado à morte, embora o seu castigo tenha sido reduzido depois da resposta aos protestos internacionais. No total 1394 pessoas foram presas por alguma participação no incidente de Gwangju e 427 foram acusados formalmente, dos quais 7 receberam sentença de morte e 12 cadeia perpétua.
O massacre de Gwangju teve um impacto profundo na política e história da Coreia do Sul. Chun Doo-hwan tinha sofrido quedas na popularidade devido a ter tomado o poder mediante golpe de estado, mas após autorizar o envio de forças especiais contra os cidadãos, a sua legitimidade ficou danificada significativamente. O acontecimento também abriu caminho para os movimentos posteriores na década de 1980 que, com o passar do tempo, levaram a democracia à Coreia do Sul. O massacre de Gwangju converteu-se em símbolo da luta dos sul-coreanos contra os regimes autoritários e pela democracia.
A partir de 2000, a Fundação para a memória do 18 de maio tem concedido um Prémio Gwangju para os Direitos Humanos anual a um notável defensor dos direitos humanos em memória da revolta.